# 栄町 (日野市)
栄町（さかえまち）は、東京都日野市の町名。現行行政地名は栄町一丁目から栄町五丁目。

## 地理
日野市の北西部に位置し、西に日野本町、南に新町、西に八王子市小宮町、北西に昭島市福島町と昭島市郷地町、北に立川市富士見町と接している。

### 河川
- 多摩川
- 谷地川

### 面積
面積は以下の通りである。
| 丁目       | 面積（km2） |
| ---------- | ----------- |
| 栄町一丁目 | 0.25        |
| 栄町二丁目 | 0.23        |
| 栄町三丁目 | 0.50        |
| 栄町四丁目 | 0.12        |
| 栄町五丁目 | 0.43        |
| 計         | 1.53        |

### 地価
住宅地の地価は、2025年（令和7年）1月1日の公示地価によれば、栄町2丁目14番4の地点で26万2000円/m2となっている。

## 世帯数と人口
2025年（令和7年）8月1日現在（日野市発表）の世帯数と人口は以下の通りである。
| 丁目       | 世帯数    | 人口    |
| ---------- | --------- | ------- |
| 栄町一丁目 | 730世帯   | 1,383人 |
| 栄町二丁目 | 812世帯   | 1,468人 |
| 栄町三丁目 | 448世帯   | 1,023人 |
| 栄町四丁目 | 414世帯   | 873人   |
| 栄町五丁目 | 206世帯   | 430人   |
| 計         | 2,610世帯 | 5,177人 |

### 人口の変遷
国勢調査による人口の推移。
| 年                 | 人口  |
| ------------------ | ----- |
| 1995年（平成7年）  | 4,497 |
| 2000年（平成12年） | 4,767 |
| 2005年（平成17年） | 4,912 |
| 2010年（平成22年） | 5,055 |
| 2015年（平成27年） | 5,173 |
| 2020年（令和2年）  | 5,168 |

### 世帯数の変遷
国勢調査による世帯数の推移。
| 年                 | 世帯数 |
| ------------------ | ------ |
| 1995年（平成7年）  | 1,716  |
| 2000年（平成12年） | 1,904  |
| 2005年（平成17年） | 2,123  |
| 2010年（平成22年） | 2,233  |
| 2015年（平成27年） | 2,307  |
| 2020年（令和2年）  | 2,408  |

## 学区
市立小・中学校に通う場合、学区は以下の通りとなる（2023年10月時点）。
- 区域 : 一丁目〜五丁目 各全域
  - 小学校 : 日野市立東光寺小学校
  - 中学校 : 日野市立大坂上中学校

## 交通

### 道路
- 東京都道169号淵上日野線

## 事業所
2021年（令和3年）現在の経済センサス調査による事業所数と従業員数は以下の通りである。
| 丁目       | 事業所数  | 従業員数 |
| ---------- | --------- | -------- |
| 栄町一丁目 | 38事業所  | 369人    |
| 栄町二丁目 | 28事業所  | 89人     |
| 栄町三丁目 | 7事業所   | 12人     |
| 栄町四丁目 | 16事業所  | 129人    |
| 栄町五丁目 | 14事業所  | 120人    |
| 計         | 103事業所 | 719人    |

### 事業者数の変遷
経済センサスによる事業所数の推移。
| 年                 | 事業者数 |
| ------------------ | -------- |
| 2016年（平成28年） | 109      |
| 2021年（令和3年）  | 103      |

### 従業員数の変遷
経済センサスによる従業員数の推移。
| 年                 | 従業員数 |
| ------------------ | -------- |
| 2016年（平成28年） | 772      |
| 2021年（令和3年）  | 719      |

## 施設
- 日野宮神社
- 成就院
- 東光寺
- 薬王寺
- いなげや 日野栄町店[15]

## その他

### 日本郵便
- 郵便番号 : 191-0001[3]（集配局 : 日野郵便局[16]）。